# Distretto di Sapillica
Il distretto di Sapillica è un distretto del Perù, facente parte della provincia di Ayabaca, nella regione di Piura.